# Saison 46 d'Alerte Cobra
Chronologie
Saison 45 Saison 47
Cet article présente le guide des épisodes la quarante-sixième saison de la série télévisée Alerte Cobra.

## Distribution

### Acteurs principaux
- Erdoğan Atalay : Sami Gerçan
- Daniel Roesner : Paul Renner
- Katja Woywood : Kim Krüger
- Katrin Heß : Jennifer « Jenny » Dorn
- Niels Kurvin : Armand Freund
- Daniela Wutte : Susanne König

### Acteurs récurrents
- Gizem Emre : Dana Gerçan Wegner
- Lion Wasczyk (de) : Finn Bartels
- Carina Wiese : Andrea Gerçan

## Diffusion
En Allemagne, la saison a été diffusée du 12 septembre 2019 au 14 novembre 2019, sur RTL Television.
En France, la saison est diffusée depuis le 14 juin 2023 sur NRJ 12.

## Épisodes

### Épisode 1: Joyeux anniversaire
- Allemagne : 12 septembre 2019 sur RTL Television
- France : 14 juin 2023 sur NRJ 12

- Tom Beck : Ben Jäger
- ? : frère de Sami, Kemal Gerçan
- ? : mère de Sami
- ? : oncle de Sami
- ? : père de Sami (flashback)

Sami a 50 ans, mais l'humeur n'est pas à la célébration et cet anniversaire s'annonce des plus tourmentés pour le policier. En pleine dépression et victime de la crise de la cinquantaine, il veut quitter la brigade. 
Alors qu'il circule dans Cologne, Sami a la surprise de retrouver son ancien équipier Ben Jäger, qui le mène alors dans une suite d'événements qui vont le confronter à son passé et l'amener à renouer avec sa mère, qu'il n’avait pas vu depuis le décès de son père, il y a 26 ans. 
À l'époque, toute la famille lui avait reproché ce décès car son père avait succombé à une crise cardiaque le jour de ses 50 ans, après une altercation avec Sami qui n'était pas le bienvenu à la fête d'anniversaire. En pleine crise de mélancolie, Sami se remémore son passé et sa jeunesse tourmentée.

### Épisode 2: A bout de souffle
- Allemagne : 19 septembre 2019 sur RTL Television
- France : 14 juin 2023 sur NRJ 12

### Épisode 3: Zoé
- Allemagne : 26 septembre 2019 sur RTL Television
- France : 14 juin 2023 sur NRJ 12

### Épisode 4: Nuit fatale
- Allemagne : 3 octobre 2019 sur RTL Television
- France : 21 juin 2023 sur NRJ 12

### Épisode 5: L'ambulancier
- Allemagne : 10 octobre 2019 sur RTL Television
- France : 21 juin 2023 sur NRJ 12

### Épisode 6: La famille avant tout
- Allemagne : 17 octobre 2019 sur RTL Television
- France : 21 juin 2023 sur NRJ 12

### Épisode 7: Fin de service
- Allemagne : 31 octobre 2019 sur RTL Television
- France : 28 juin 2023 sur NRJ 12

### Épisode 8: Harcèlement
- Allemagne : 31 octobre 2019 sur RTL Television
- France : 28 juin 2023 sur NRJ 12

### Épisode 9: Héritage Partie 1
- Allemagne : 14 novembre 2019 sur RTL Television
- France : 28 juin 2023 sur NRJ 12

### Épisode 10: Héritage Partie 2
- Allemagne : 14 novembre 2019 sur RTL Television
- France : 5 juillet 2023 sur NRJ 12